# Jiří Hanke Hiron
Jiří Hanke (Dolní Bučice, ahora parte de la aldea de Vrdy; 12 de diciembre de 1924-Lausana, 11 de diciembre de 2006) fue un futbolista y entrenador checo. También conocido como Jorge Hanke o Georg Hanke, jugó internacionalmente para Checoslovaquia. 
Jugó con diversos equipos de fútbol, entre ellos 57 partidos de liga con el Fútbol Club Barcelona. También entrenó a equipos como el FC Biel, el Estrella Roja y el Vevey Sports.

## Palmarés
| Título          | Club                  | Año  |
| --------------- | --------------------- | ---- |
| Copa de España  | Fútbol Club Barcelona | 1952 |
| Liga            | Fútbol Club Barcelona | 1953 |
| Copa de España  | Fútbol Club Barcelona | 1953 |
| Copa Eva Duarte | Fútbol Club Barcelona | 1953 |

## Equipos
| Club                  | País            | Año  |
| --------------------- | --------------- | ---- |
| Slavia Praga          | República Checa |      |
| FC St. Pauli          | Alemania        | 1950 |
| Samarios              | Colombia        | 1951 |
| Racing Club de Lens   | Francia         | 1952 |
| Fútbol Club Barcelona | España          | 1956 |
| Club Deportivo Condal | España          | 1957 |
| FC Biel-Bienne        | Suiza           |      |